# Marc-René de Montalembert
Marc-René, marquês de Montalembert (Angolema, 16 de Julho de 1714 – Paris, 29 de Março de 1800) foi um oficial militar, homem de letras e engenheiro militar francês, especializado em fortificações.

## Biografia
Marechal de campo, participou das guerras de sucessão da Polónia e da Áustria ao lado do príncipe de Conti. O duque de Choiseul deu-lhe a missão de acompanhar os exércitos da Suécia e da Rússia durante a Guerra dos Sete Anos.
Foi eleito como associado livre para a Academia das Ciências em 1747. Em 1750, ele adquiriu um moinho e uma velha papelaria em Ruelle-sur-Touvre, convertendo-os numa fundição de canhões. Com esta forja, a de Forgeneuve em Javerlhac no Périgord e outras forjas que ele anexou, propõs fornecer à Marinha os canhões de ferro fundido de que ela necessitava. A sua proposta foi aceita em 17 de Setembro de 1750.
Após conflitos de ordem técnica e financeira, o rei assumiu o controle da forja em 1755. Após longos processos judiciais para fazer reconhecer a sua propriedade, Montalembert revendeu Ruelle e Forgeneuve em 1774 ao Conde de Artois (futuro Carlos X de França), que as cedeu ao Rei Luís XVI de França em 1776.
Montalembert é o autor de um importante tratado sobre as fortificações militares assim como de três comédias.

## Obra
- Essai sur l'intérêt des nations en général et de l'homme en particulier (1749)
- La Fortification perpendiculaire, ou essai sur plusieurs manières de fortifier la ligne droite, le triangle, le quarré et tous les polygones, de quelqu'étendue qu'en soient les côtés, en donnant à leur défense une direction perpendiculaire (5 volumes, 1776-1784)
- Supplément au tome cinquième de la Fortification perpendiculaire, contenant de nouvelles preuves de la grande supériorité du système angulaire sur le système bastionné. L'on y a joint I ̊ un supplément relatif aux affûts à aiguille propre à monter l'artillerie des vaisseaux ; II ̊ un supplément au chapitre IXe du cinquième volume, qui traite des différentes méthodes à employer pour la défense d'une rade (1786)
- L'Art défensif supérieur à l'offensif, ou la Fortification perpendiculaire, contenant de nouvelles preuves de la grande supériorité du système angulaire sur le système bastionné, divers mémoires avec une addition à la théorie des embrasures, donnée au chapitre cinquième du deuxième volume (1793)

Correspondência
- Correspondance de M. le marquis de Montalembert, étant employé par le roi de France à l'armée suédoise, avec M. le marquis d'Havrincour, ambassadeur de France à la cour de Suède, M. le maréchal de Richelieu, les ministres du roi à Versailles, MM. les généraux suédois, et autres, etc., pendant les campagnes de 1757, 58, 59, 60 et 61, pour servir à l'histoire de la dernière guerre (3 volumes, 1777)

Théâtre
- La Statue, comédie en 2 actes, en prose, mêlée d'ariettes, Paris, Théâtre de l'hôtel de Montalembert, août 1784 Texte en ligne
- La Bergère de qualité, comédie en 3 actes, mêlée d'ariettes, Paris, Théâtre de l'hôtel de Montalembert, 24 janvier 1786 Texte en ligne
- La Bohémienne supposée, comédie en 2 actes, mêlée d'ariettes, Paris, Théâtre de l'hôtel de Montalembert, 7 mars 1786 Texte en ligne